# Iványi-Grünwald Béla

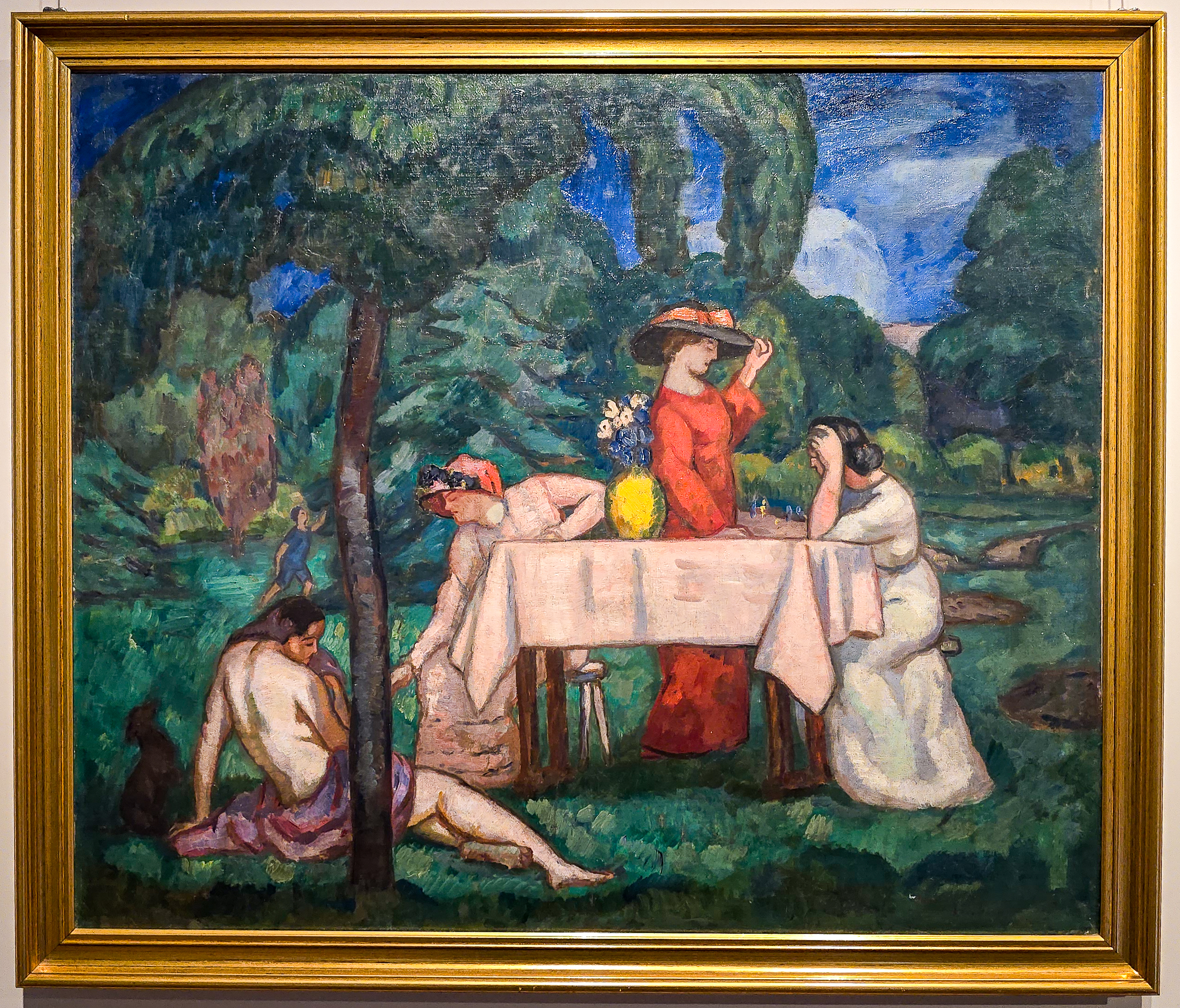
Uzsonna, 1912 - festménye a Kecskeméti Katona József Múzeumban

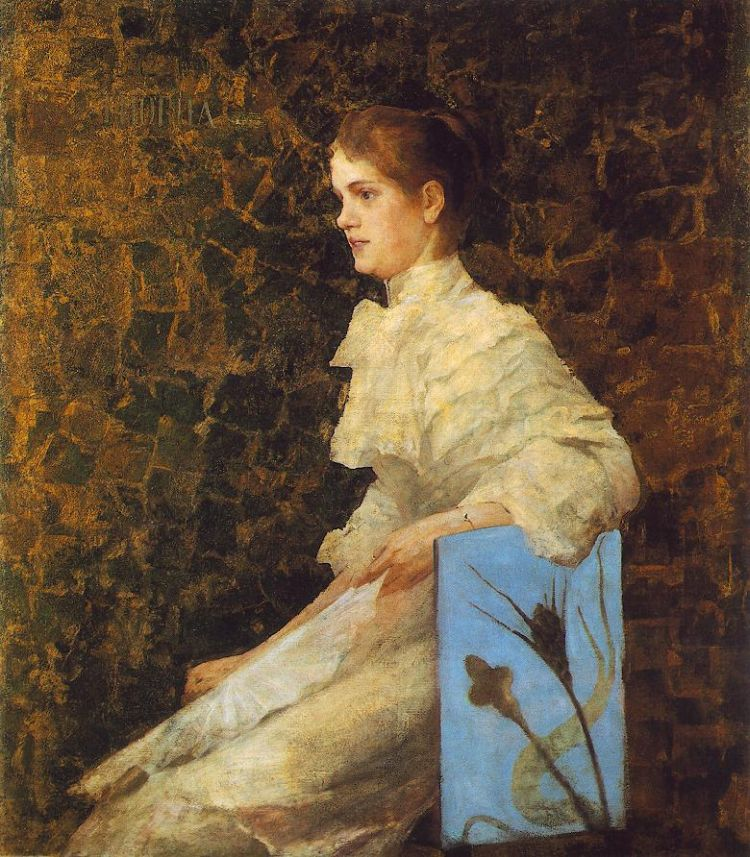
Felesége, Biltz Irén (Thorma János festménye)

Iványi-Grünwald Béla (Som, 1867. május 16. – Budapest, 1940. szeptember 24.) magyar festő.

## Élete
Apja Grünwald Sámuel földbérlő volt Som-Daránypusztán, Som-Simonmajorban és az Iregszemcse melletti Csehi-pusztán, de Somban szatócs üzlete is volt. Édesanyja Morvay Mária Emília. Gyermekéveit Somban és Daránypusztán töltötte. Elemi iskoláit 1878–1882 között a székesfehérvári piaristáknál, a gimnáziumot Budapesten végezte. 1882-ben beiratkozott a Mintarajziskolába, ahol Székely Bertalan és Lotz Károly növendéke volt, és amit 1886-ban végzett el. Ebben az évben a müncheni Akadémiára került Hackl professzor tanítványának, itt fél évig volt. 1887-től 1890-ig a párizsi Julian Akadémiára járt. 1891-ben visszament Münchenbe és a Hollósy Simon köréhöz csatlakozott. 1894-ben Egyiptomban járt. 1896-ben Nagybányára ment, a művésztelep egyik alapítója lett. Ekkor munkásságára főleg Ferenczy Károly volt nagy hatással. Sorra születtek kiemelkedő művei. 
Életében jelentős fordulatot jelentett 1899, ekkor vette feleségül Bilcz Irén Matildot, egy görögkatolikus pap lányát Nagybányán. 1902-ben feleségével négy hónapot Tuniszban dolgozott. 1904 őszén elnyerte a Fraknói–féle római ösztöndíjat. Majdnem egy évet töltött feleségével Rómában. Túlnyomórészt olyan műveket alkotott, melyek teljes fordulatot jelentettek eddigi művészetéhez képest. 
Iványi Budapesten ismerkedett meg Kada Elekkel, Kecskemét művészetet kedvelő és pártoló polgármesterével. Ekkor beszélték meg egy Kecskeméten létesítendő művésztelep létrehozását, ami 1911. őszére el is készült. Az Iványi vezette művész társaság megnyitotta a kecskeméti művésztelepet. A művészek megbízást kaptak az új kecskeméti középületek díszítésére. Iványi 1914-ben Fényes Adolffal Velencében járt, ahol megcsodálhatta Jacopo Tintoretto művészetét. 1920. után Munkácsy Mihály és Paál László tradíciójához kapcsolódó képeket festett, de festményeinek minősége hanyatlott. Trianon után ismét a somogyi táj vonzotta magához, Balatonlellén, a Kandó villában élt és alkotott, felváltva Budapesttel. Családi nevének Iványi-Grünwaldra való módosítását a Magyar Királyi Belügyminiszter 252.379/VIII. 1929. számú rendeletével engedélyezte, ami 1929.X.23-án került anyakönyvi bejegyzésre, de már 1906-tól használja képei aláírásánál. 1930-ban Corvin-koszorút kapott munkásságáért. 
1902-ben született Béla István fia Nagybányán, aki később ifj. dr. Iványi-Grünwald Béla néven jelentős történész lett, 1939. júniusától Londonban élt majd 1965. január 22-én hunyt el Colchesterben. 
A bekövetkező második világháború, a fia iránti aggódás megviselte Iványi egészségét és 1940. szeptember 24-én Budapesten halt meg, a Fiumei úti sírkert 41. parcellájában nyugszik. Felesége később Londonba ment és ott hunyt el 1958 tavaszán. 
Som község kiemelkedő szülöttének az Ady Endre és a Petőfi Sándor utcák találkozásánál állított emléktáblát 1998. május 6-án. Emlékszobáját Somban 2007. június 30-án, míg új síremlékét 2007. szeptember 24-én avatták fel a Fiumei úti sírkertben. 2017. szeptember 24-én bronz mellszobrát adták át a község központjában, a Közösségi ház kertjében. Életét és munkásságát Somogy Megye Önkormányzatának Értéktár Bizottsága 2018. 09. 19-én "Somogyi Értékké" nyilvánította.

## Társasági tagság

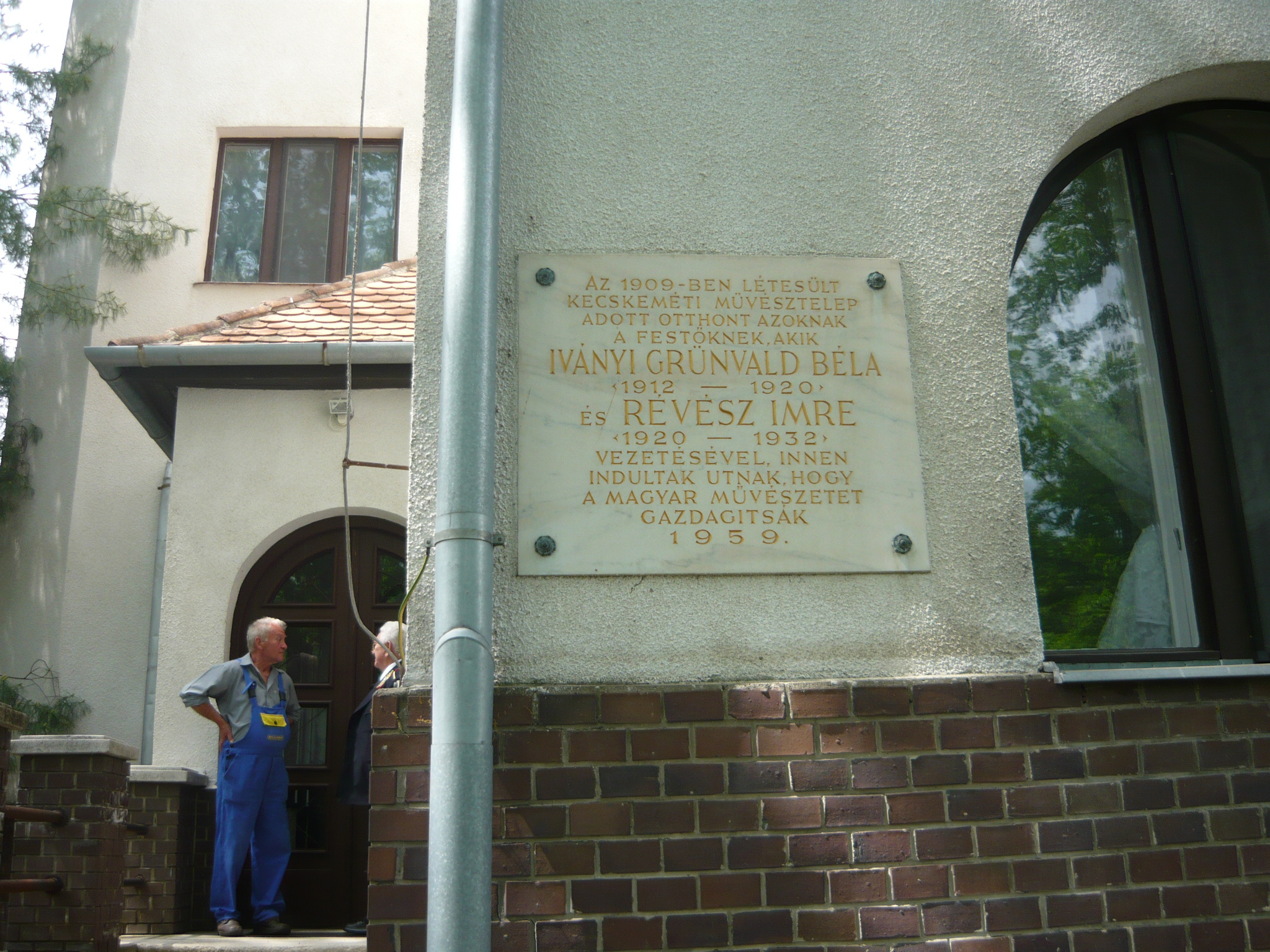
Iványi műterme Kecskeméten
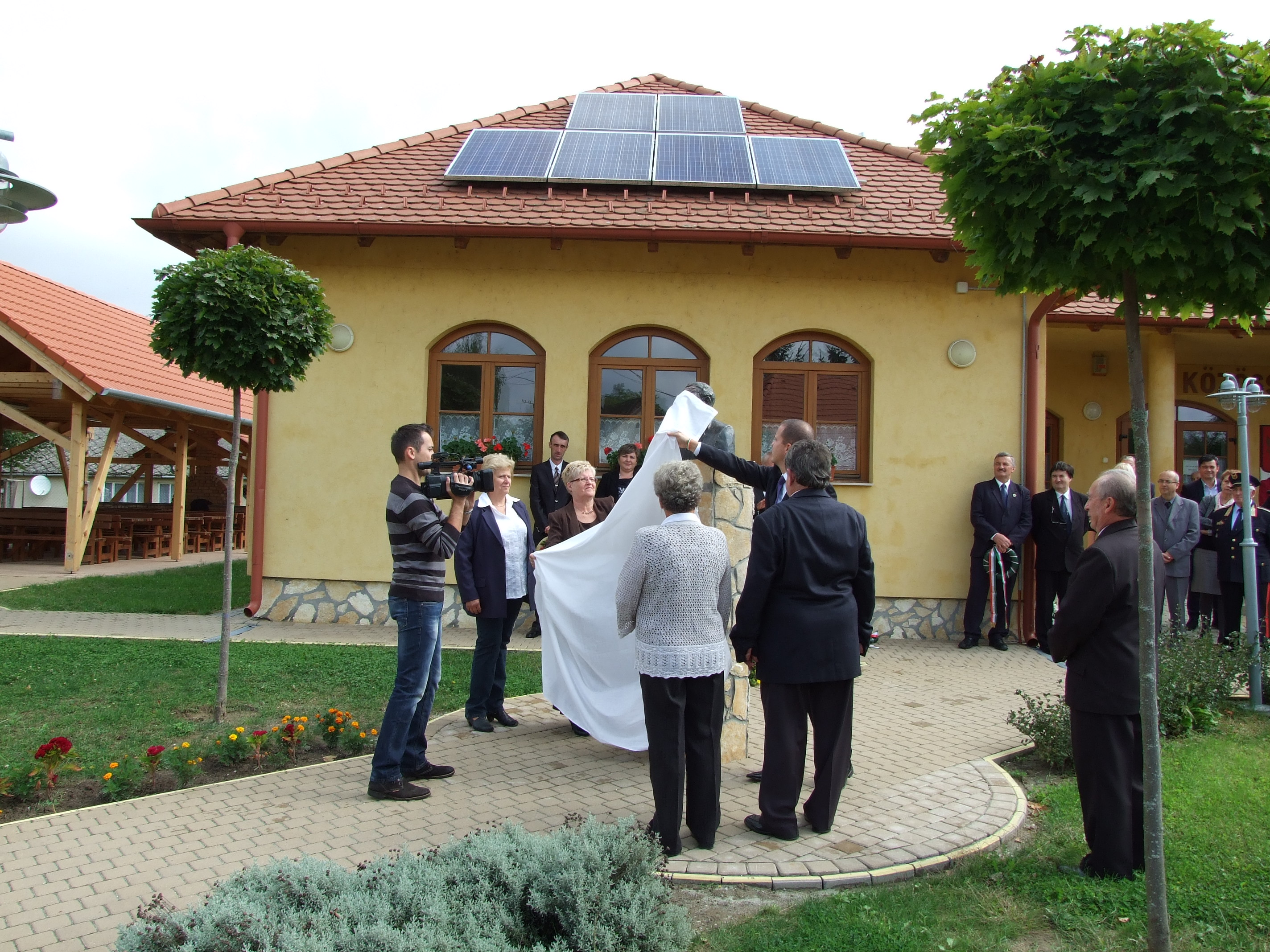
Iványi mellszobor avatás Somban
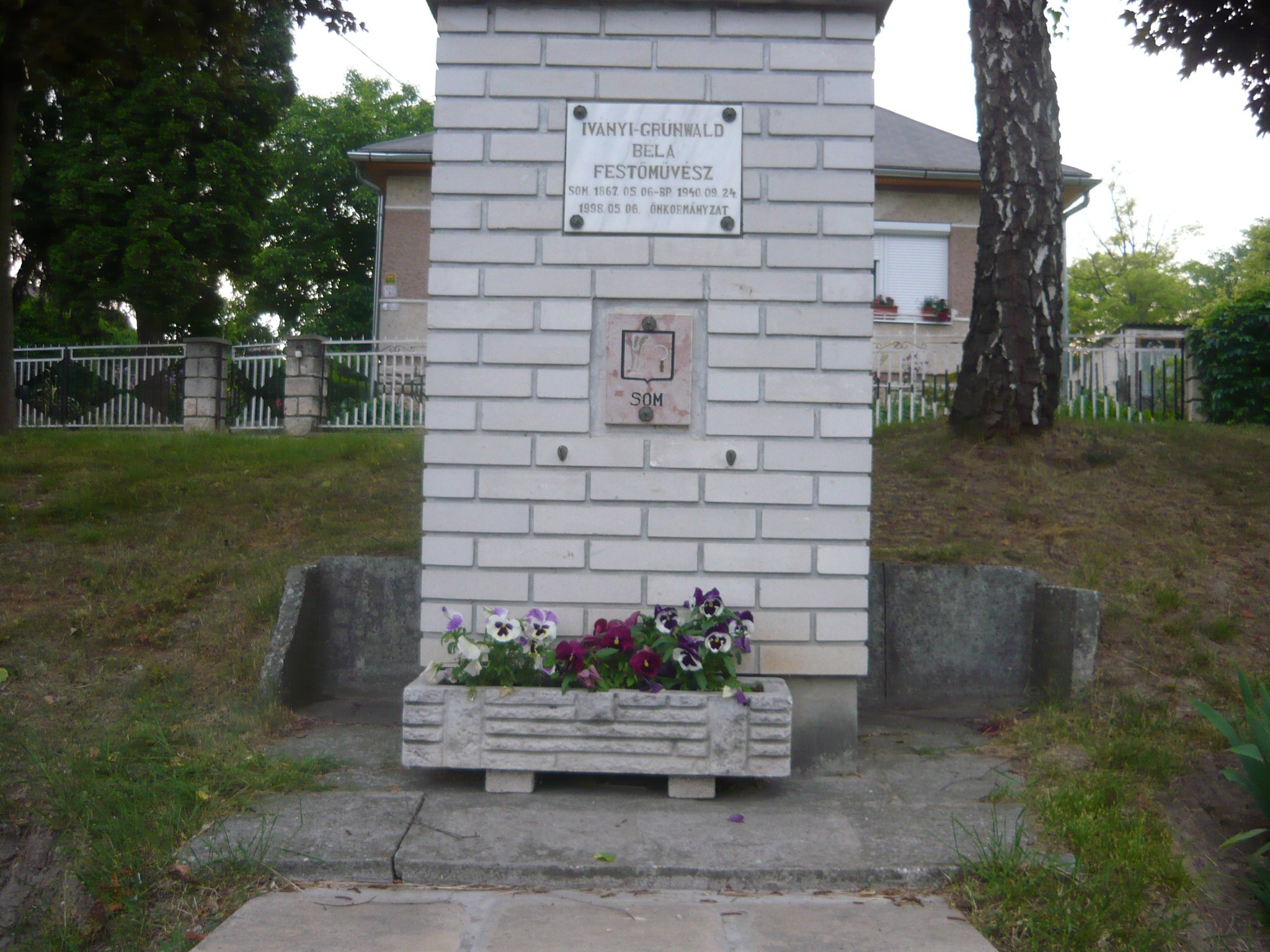
Iványi emléktáblája Somban
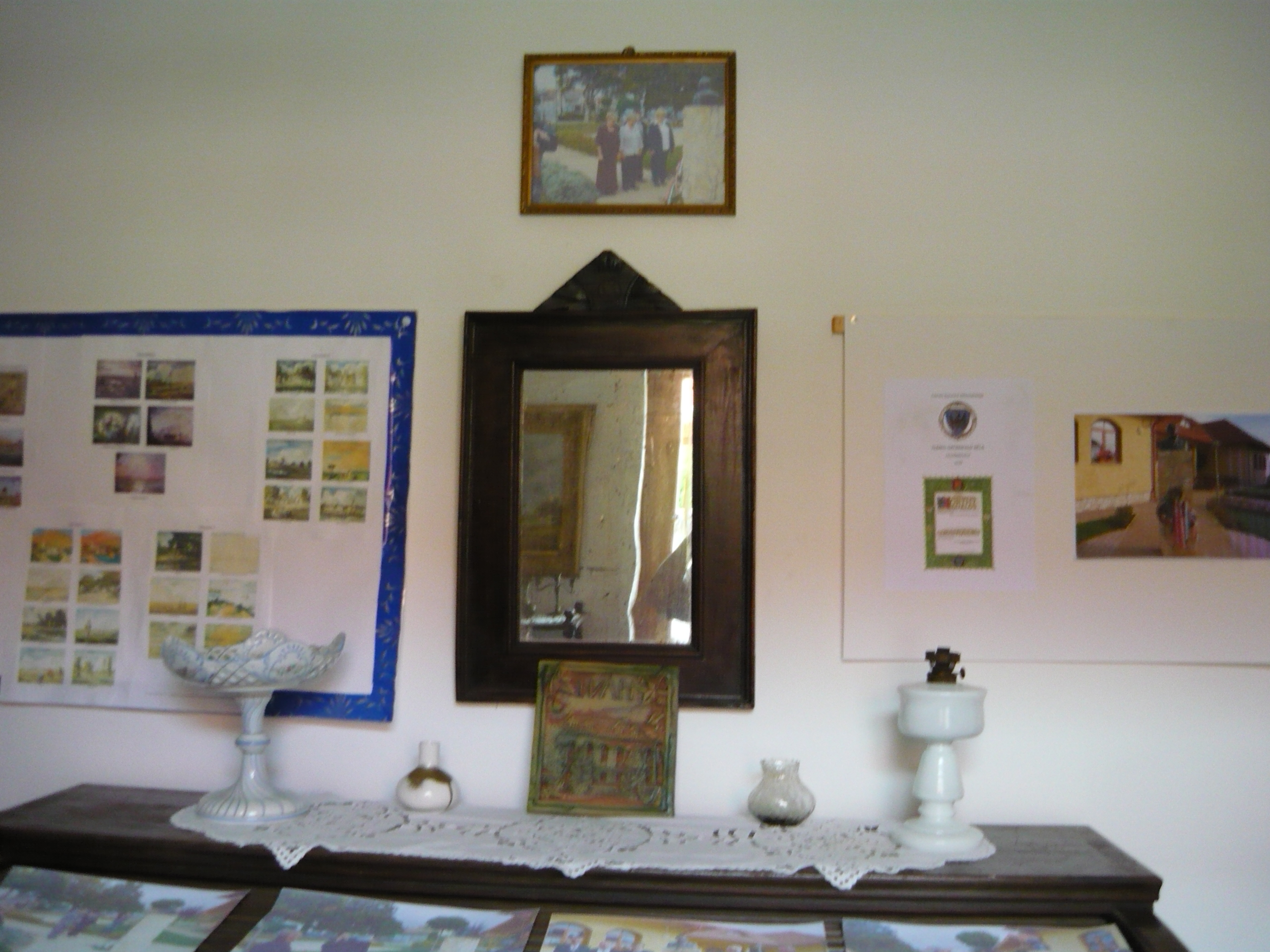
1894: A Nemzeti Szalon alapító tagja – 1896 Hollósy Simon, Ferenczy Károly, Réti István, Thorma János és Iványi-Grünwald Béla megalapította a nagybányai művésztelepet
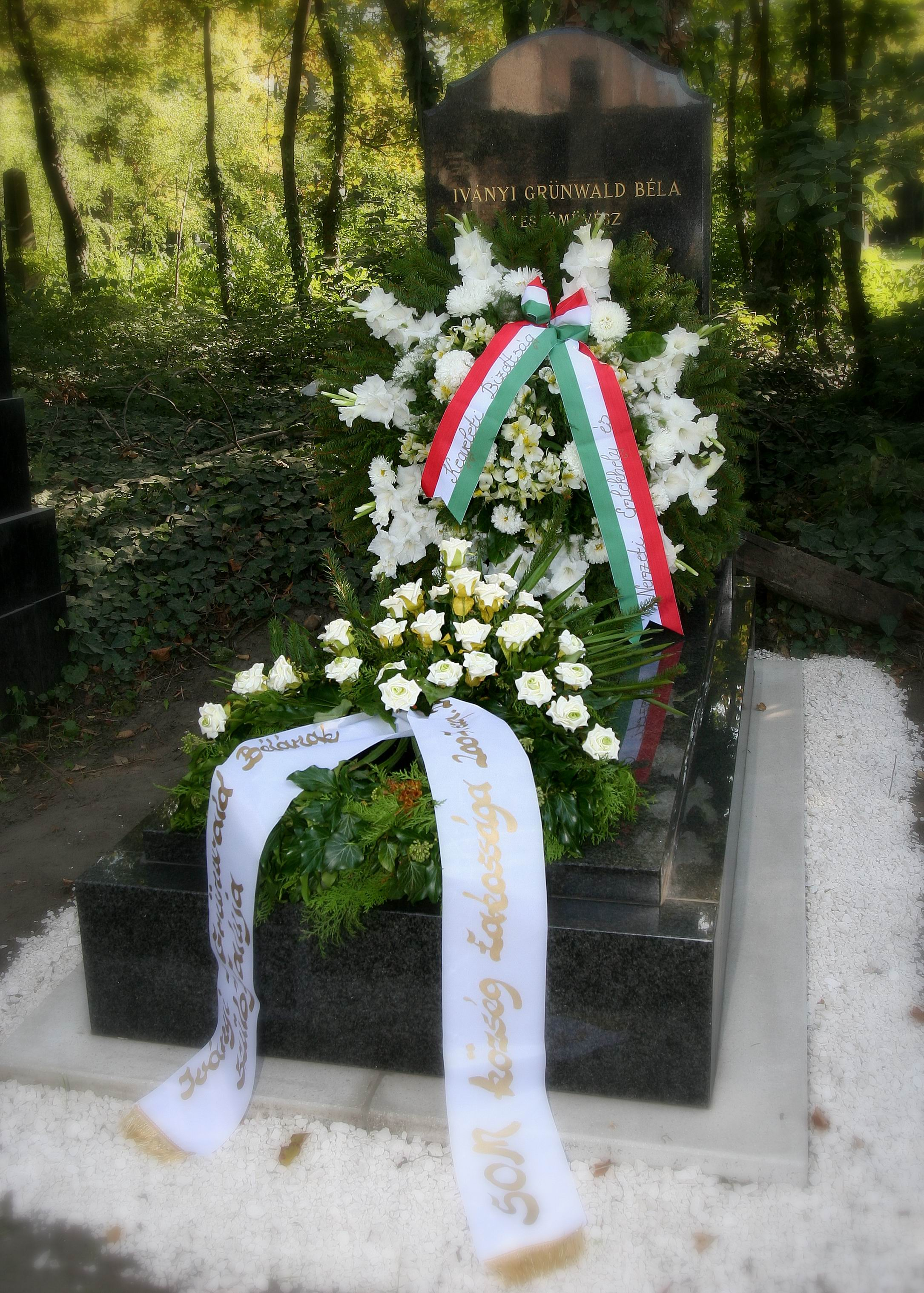
Iványi Grünwald Béla sírja a Fiumei úti sírkertben: 41/1-1-73

- 1907: Részt vett a Magyar Impresszionisták és Naturalisták Köre (MIÉNK) megalapításában
- 1909: A Művészház alelnöke
- 1911–1919: A Kecskeméti Művésztelep vezetője
- 1920: Szinyei Merse Társaság alapító tagja
- 1928: Megválasztották a Szentendrei Festők Társasága elnökének